# Zamites
Zamites Brongniart, 1828 è un genere di pianta estinto, appartenente alle bennettitali (Bennettitales).
Queste piante vissero tra il Triassico e il Cretaceo inferiore (tra 225 e 120 milioni di anni fa). I loro resti sono stati ritrovati in molte zone del mondo, soprattutto in Europa.

## Descrizione
I resti fossili di Zamites comprendono sia le caratteristiche fronde di piante simili a cicadee del Mesozoico, ma anche dei fiori e dei semi di queste piante. Le foglie sono di tipo pennato, costituite da un asse centrale dal quale si dipartono due serie di foglioline allungate e strette, a forma di lancia e con nervature divergenti che si dividono dicotomicamente. Le foglioline, lunghe circa otto centimetri, si inseriscono sull'asse con una parte centrale della base arrotondata; il punto d'attacco era segnato da una callosità.
La pianta possedeva numerose foglie modificate costituite da piccole rosette con un corto peduncolo che si inserivano fra le foglie. I pochi semi ritrovati presentavano un embrione dotato di due cotiledoni. L'intera pianta doveva superare l'altezza di otto metri e in alcuni casi raggiungeva i dieci.

## Classificazione
La zamite appartiene alle cicadeoidee o bennettitali, la cui rappresentante più nota (Cycadeoidea) possedeva un tronco tozzo, cilindrico o colonnare, alto fino a un metro. All'apice di questa struttura erano presenti foglie pinnate del tipo Zamites. Queste piante vissero esclusivamente nel Mesozoico.  Altre fronde di questo tipo sono state erroneamente attribuite al genere Zamites, ma in realtà appartengono alle cicadali, un gruppo di piante molto diffuse nell'era Mesozoica e attualmente rappresentate da poche forme (anche arborescenti) esclusive delle zone tropicali, con caratteristiche comuni alle felci e alle palme.

## Habitat
Su alcune foglie di Zamites sono stati ritrovati i resti di stomi ben protetti dall'essiccazione; questo fatto ha portato molti studiosi a ipotizzare che questo vegetale si sia adattato, nel corso della sua evoluzione, a un clima caldo e secco.

## Fossili
In Europa sono molto comuni i fossili di questo genere; in particolare, in Italia sono noti fossili molto notevoli nel giacimento di Osteno (Lombardia), risalente al Giurassico inferiore (Sinemuriano, 190 milioni di anni fa).